# Premonition (musikalbum)
Premonition är rockbandet Survivors andra studioalbum släppt år 1981.

## Låtlista
| 1. | Chevy Nights   | 3:38 |
| 2. | Summer Nights  | 4:08 |
| 3. | Poor Man's Son | 3:35 |
| 4. | Runway Lights  | 4:17 |

| 5. | Take You on a Saturday     | 4:05 |
| 6. | Light of a Thousand Smiles | 4:58 |
| 7. | Love Is on My Side         | 3:36 |
| 8. | Heart's a Lonely Hunter    | 5:12 |